# Prix de l'Académie (Québec)
Le prix de L'Académie est un prix littéraire québécois. Il ne doit pas être confondu avec les différents prix décernés par l'Académie des lettres du Québec, ni avec le Prix de l'Académie décerné par l'Académie française.
Il a été créé par un groupe d'écrivains voulant attirer l'attention sur une œuvre percutante, étonnante et novatrice qui n'avait pas déjà reçu un prix littéraire. Il ne semble pas avoir été décerné depuis 2003.

## Lauréats
- 2000 - Maxime Roussy – Du sang sur la chair d'une pomme
- 2001 - Pierre Samson – Il était une fois une ville
- 2002 - Dominique Robert – Caillou, calcul
- 2003 - Alain Fisette – Je suis un fumier!